# Louhossoa
Louhossoa è un comune francese di 896 abitanti situato nel dipartimento dei Pirenei Atlantici nella regione della Nuova Aquitania. Il suo territorio è bagnato dal fiume Nive.

## Società

### Evoluzione demografica
Abitanti censiti